# Włodzimierz Piotrowski (prawnik)
Włodzimierz Ludwik Piotrowski (ur. 25 sierpnia 1931 w Kowalewie Pomorskim, zm. 15 marca 2014) – polski prawnik, profesor nauk prawnych, pracownik Katedry Prawa Pracy i Prawa Socjalnego Uniwersytetu im. Adama Mickiewicza w Poznaniu, wcześniej zatrudniony na Wydziale Prawa Wyższej Szkoły Zarządzania i Prawa im. Heleny Chodkowskiej. Członek Rady Legislacyjnej przy Prezesie Rady Ministrów (1982-1992), członek Komisji do spraw Reformy Prawa Pracy (1980-1996). Odznaczony Krzyżem Kawalerskim Orderu Odrodzenia Polski, Złotym Krzyżem Zasługi, Honorowy Obywatel Miasta Poznania.

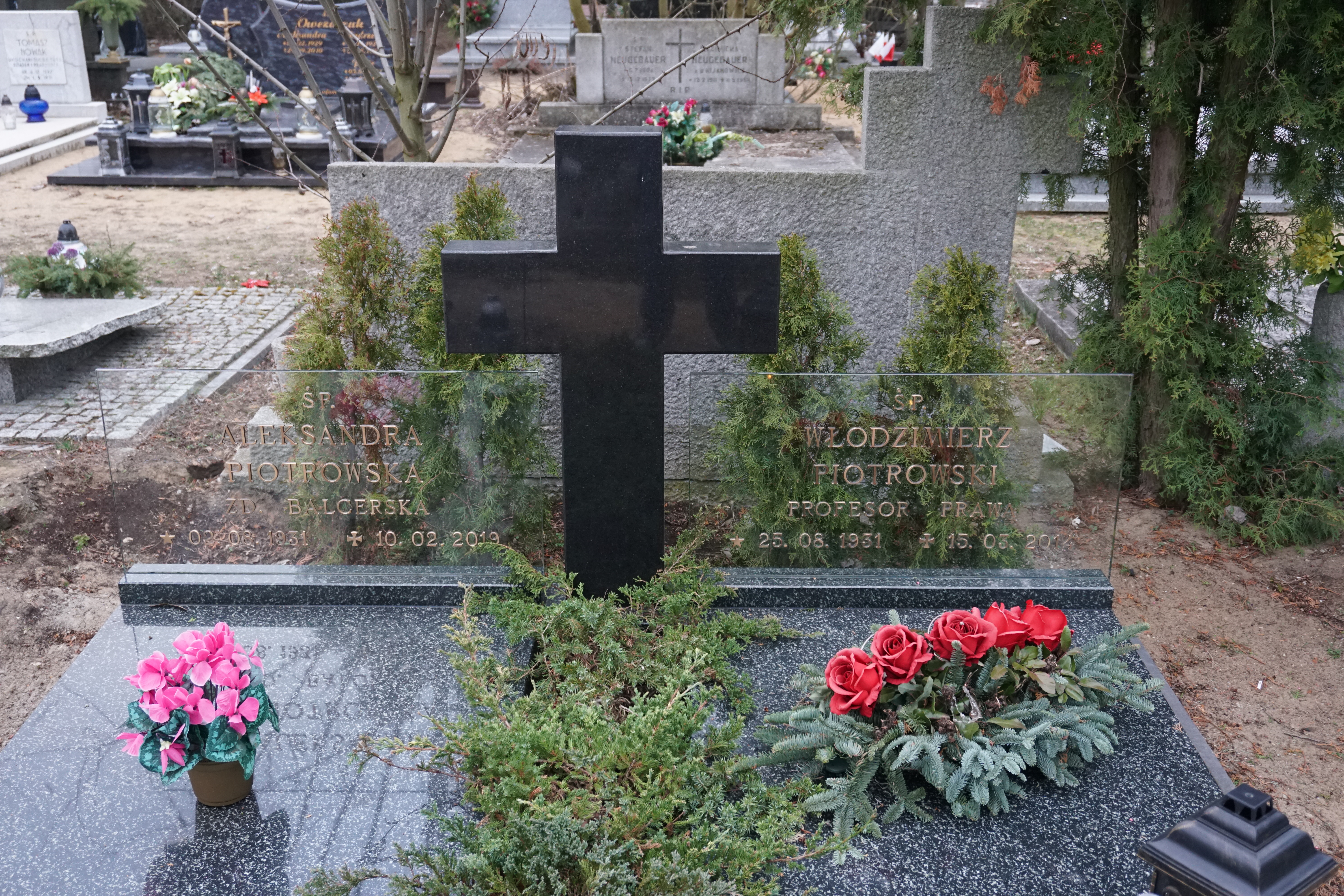
Grób prof. Włodzimierza Piotrowskiego na Cmentarzu Junikowskim

Promotor 4 rozpraw doktorskich, recenzent 1 rozprawy doktorskiej i 2 habilitacyjnych. Wykładowca Collegium Polonicum w Słubicach. Został pochowany na Cmentarzu Junikowo w Poznaniu (kwatera 11-A-5-4).